# Вдовичка чагарникова
Вдовичка чагарникова (Vidua larvaticola) — вид горобцеподібних птахів родини вдовичкових (Viduidae).

## Поширення
Вид фрагментарно поширений в тропічній Африці від Гвінея-Бісау до Ефіопії. Живе у сухій савані з розрідженими деревами неподалік водойм.

## Опис
Дрібний птах, завдовжки 10-11 см, вагою 12-14 г. Це стрункий на вигляд птах, із закругленою головою, міцним і конічним дзьобом, загостреними крилами та хвостом з квадратним закінченням. Самці глянцево чорні із зеленкувато-синюватим відтінком, лише махові пера і краї хвоста золотисто-коричневого кольору. З тіла є біла пляма, яку видно лише тоді, коли птах розправляє крила. У самиці верхня частина тіла коричнева, з темнішими крилами і хвостом, а нижня частина тіла світло-сіра. Від скроні на бік шиї проходить темно-коричнева смужка, а над очима сіро-білі брови. В обох статей дзьоб сірувато-білий, очі темно-карі, а ноги рожеві.

## Спосіб життя
Поза сезоном розмноження трапляється у змішаних зграях з астрильдовими і ткачиковими. Живиться насінням трав, яке збирає на землі. Рідше поїдає ягоди, дрібні плоди, квіти, комах.

## Розмноження
Сезон розмноження збігається з завершальною фазою сезону дощів і триває з серпня по жовтень. Гніздовий паразит. Підкладає свої яйця у гнізда астрильдів Lagonosticta larvata. За сезон самиці відкладають 2-4 яйця. Пташенята вилуплюються приблизно через два тижні після відкладення: вони народжуються сліпими і немічними. Вони мають мітки на сторонах рота і горла, ідентичні тим, як у пташенят астрильдів, внаслідок чого їх не можна відрізнити. Пташенята ростуть разом з пташенятами прийомних птахів, слідуючи їхньому циклу росту. Вони залишають гніздо через три тижні після вилуплення, але незалежними стають до півторамісячного віку. Часто ці пташенята залишаються у зграї своїх прийомних батьків.